# Eugène Pollet
Eugène Pollet (29 settembre 1886 – 16 dicembre 1967) è stato un ginnasta francese.

## Palmarès

### Olimpiadi
- 1 medaglia:
  - 1 bronzo (Anversa 1920 nel concorso a squadre)